# Kapeh Kand
Kapeh Kand (persiska: كَپِه كَند, کپه کند) är en ort i Iran.   Den ligger i provinsen Västazarbaijan, i den nordvästra delen av landet, 500 km väster om huvudstaden Teheran. Kapeh Kand ligger 1 776 meter över havet och antalet invånare är 217.
Terrängen runt Kapeh Kand är kuperad, och sluttar norrut.Runt Kapeh Kand är det ganska tätbefolkat, med 60 invånare per kvadratkilometer. Närmaste större samhälle är Mahabad, 13,5 km väster om Kapeh Kand. Trakten runt Kapeh Kand består i huvudsak av gräsmarker.